# Kurt Brasch
Kurt Brasch (19. September 1907 in Kyoto – 6. Januar 1974) war ein Kunstsammler. Seine Sammlung von Tuschmalereien befindet sich im Museum für Ostasiatische Kunst in Köln.

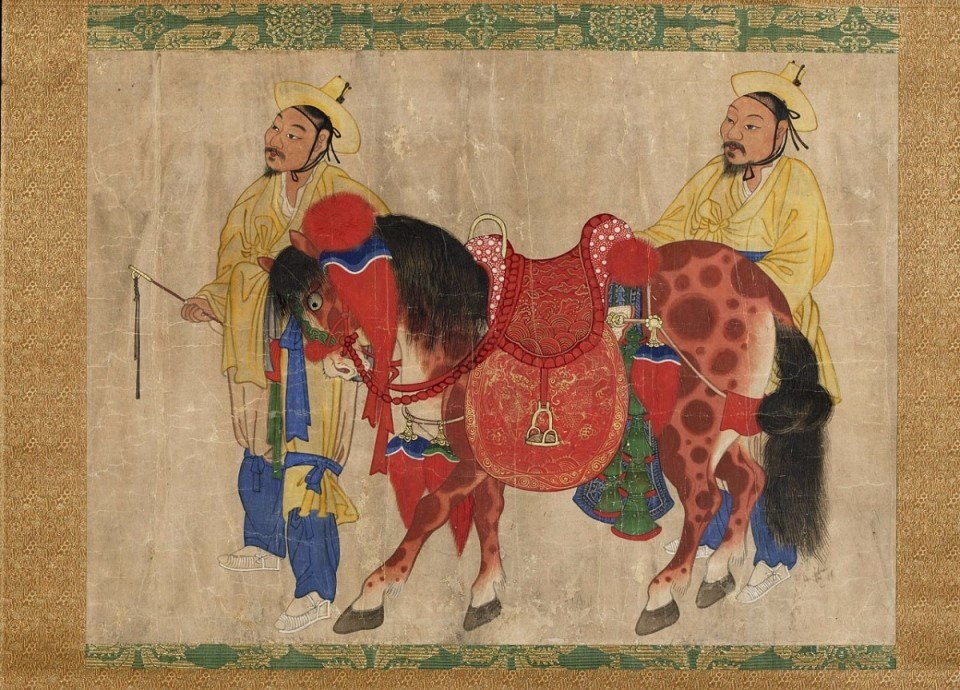
Hängerolle aus dem Nachlass von Kurt Brasch (spätes 19. Jh.)

## Biographie
Kurt Brasch war der Sohn einer japanischen Mutter und eines deutschen Vaters. Er wuchs in Kyōto auf und lebte als Geschäftsmann in Japan. 1934 heiratete er in Berlin die Stenotypistin Ida Sophie Sawade (* 6. April 1910 in Berlin).
1977 erhielt das Kölner Museum aus seinem Nachlass mehr als 100 zen-buddhistische Tuschmalereien.

## Publikationen
- Hakuin und die Zen-Maleri. Tokio 1957 (deutsch, japanisch). (Ausstellungskatalog)
- Deutsche Gesellschaft für Natur- und Völkerkunde Ostasiens (Hrsg.): Zenga : (Zen-Malerei) = Zen-ga (= Mitteilungen der Deutschen Gesellschaft für Natur- und Völkerkunde Ostasiens. Supplementband, Nr. 25). Harrassowitz, Tokio/Wiesbaden 1961.
- Mit Takayasu Senzoku: Die kalligraphische Kunst Japans. 1963.